# KrAZ T17.0EX
KrAZ T17.0EX (KrAZ-6446 typ-3) – ciężki ciągnik siodłowy produkowany przez firmę KrAZ od 2010 roku. Występuje w wariantach 70 ton. Ciężarówki te wykorzystywane były w Armii Ukraińskiej.

## Dane techniczne

### Silnik
- V8 14,86 l (14860 cm³) JaMZ-6581.10-06[1]
- Moc maksymalna: 400 KM przy 1900 obr./min
- Maksymalny moment obrotowy: 1766 Nm przy 1100-1300 obr./min

### Osiągi
- Prędkość maksymalna: 70 km/h (załadowany)
- Średnie zużycie paliwa: 51,0 l / 100 km

### Inne
- Przekładnia mechaniczna, 9-biegowa JaMZ-2391
- Promień skrętu: 27 m
- Koła: 445/65R22,5
- Ładowność: 70000 kg
- Prześwit: 300 mm